# 朝日村 (静岡県)
朝日村（あさひむら）は静岡県の東部、賀茂郡に属していた村である。現在の下田市の南西部にあたる。

## 地理
- 河川：大賀茂川
- 岬：盥岬
- 峠：銭瓶峠

## 歴史
- 1889年（明治22年）4月1日 - 町村制の施行により、吉佐美村、大賀茂村、田牛村が合併して発足。
- 1955年（昭和30年）3月31日 - 下田町、稲生沢村、稲梓村、浜崎村、朝日村、白浜村を廃し、その区域をもって下田町を設置[1]。
- 1971年（昭和46年）1月1日 - 下田町が市制施行して下田市となる[2]。

## 交通

### 道路
- 国道136号

## 名所・旧跡・観光スポット・祭事・催事
- 八幡神社のイスノキ
- 宝徳院

## 教育機関
現在、旧村域に、下田市立朝日小学校と、下田市立大賀茂小学校が存在する。(朝日村時代からあったかどうかは不明)